# Filodes costivitralis
Filodes costivitralis là một loài bướm đêm trong họ Crambidae.

## Hình ảnh

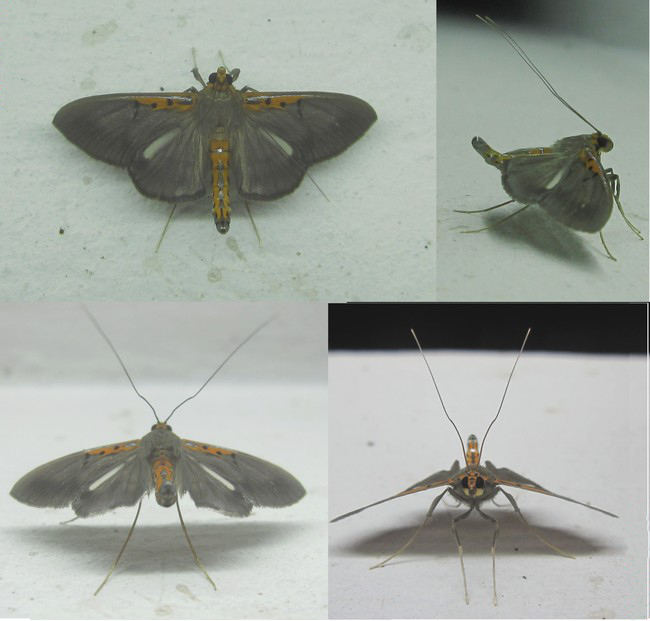

- Tập tin:Salbia haemorrhoidalis.jpg